# Onufryjewo
Onufryjewo – wieś w Polsce, w sołectwie Onufryjewo, położona w województwie warmińsko-mazurskim, w powiecie piskim, w gminie Ruciane-Nida. W latach 1975–1998 miejscowość administracyjnie należała do województwa suwalskiego.
We wsi ciekawy budynek dawnej szkoły, a w lesie na zachodnim krańcu wsi cmentarze: ewangelicki i starowierców. Nad jeziorem Warnołty znajduje się żelazny wiatrak.

## Historia
Osadnictwo w okolicy ma długa historię. W okolicach wsi odkryto cmentarzysko ciałopalne Galindów. Znaleziono tu monety brązowe i srebrne z II i III w. n.e.
Wieś założona przez rosyjskich starowierców (odłam prawosławia) w 1830 r. Nazwa pochodzi od imienia założyciela Onufrego Jakowlewa (Smirnowa), który przybył na te tereny ze wsi Pogorzelec, znajdującej się wówczas w Królestwie Polskim. Była to pierwsza wieś staroobrzędowców na Mazurach.
Do 1954 r. wieś należała do powiatu mrągowskiego.